# Cicindelidia ocellata
Cicindelidia ocellata es una especie de escarabajo del género Cicindelidia, familia Carabidae. Fue descrita científicamente por Klug en 1834.
Mide 9-13 mm. A veces abundante cerca de agua, más escaso en lugares secos. Activo durante el verano. Habita en los Estados Unidos, Costa Rica, Nicaragua, El Salvador, Honduras, Belice, Guatemala y México.